# SPD Thüringen
Die SPD Thüringen ist ein Landesverband der SPD. Landesvorsitzender ist seit 2020 der Thüringer Innenminister Georg Maier.

## Geschichte

### Vorgeschichte
Die Vorgängerstaaten des heutigen Thüringen waren Hochburgen der Arbeiterbewegung. So war es kein Zufall, dass die Sozialdemokratische Arbeiterpartei (SDAP), ein Vorgänger der SPD, den Gründungsparteitag am 8. August 1869 in Eisenach abhielt und dort das Eisenacher Programm verabschiedete. Auch die heutige SPD wurde in Thüringen gegründet, nämlich am 27. Mai 1875 in Gotha durch die Vereinigung der SDAP mit dem ADAV, wo mit dem Gothaer Programm auch das erste Grundsatzprogramm eingeführt wurde. Das zweite Grundsatzprogramm der SPD wurde ebenfalls in Thüringen verabschiedet. Es handelt sich um das Erfurter Programm aus dem Jahr 1891. In den Vorgängerstaaten von Thüringen bestanden jeweils eigene SPD-Organisationen wie die SPD Reuß älterer Linie.

### Nach der Gründung des Landes Thüringen
Die Geschichte des Landesverbandes Thüringen der SPD im engeren Sinne beginnt mit der Gründung des Landes Thüringen am 1. Mai 1920 durch Reichsgesetz. Die 1917 erfolgte Abspaltung der USPD (ebenfalls in Gotha gegründet) prägte die Politik der ersten Jahre. In Sachsen-Gotha, dem Freistaat Schwarzburg-Sondershausen und dem Volksstaat Reuß hatte die USPD bei den vorangegangenen Landtagswahlen die SPD weit überflügelt. Auch im neu geschaffenen Thüringer Landtag erreichte die SPD bei den ersten Wahlen am 20. Juni 1920 nur 20,35 % und damit den dritten Platz hinter USPD und Thüringer Landbund. Die SPD bildete gemeinsam mit der DDP eine Minderheitsregierung unter Tolerierung der USPD. Im Kabinett Paulssen I war die SPD mit zwei Ministern (August Frölich und Emil Hartmann) vertreten.
Die Koalition hielt aber nicht lange. Bei den Neuwahlen am 11. September 1921 gelang es der SPD, leicht auf 22,84 % zuzulegen. Die USPD hatte 11 % an die neu gegründete KPD abgegeben. Zusammen hatten die drei linken Parteien eine Mehrheit im Landtag. Frölich bildete zunächst eine Minderheitsregierung von SPD und USPD. Am 16. Oktober 1923 trat die KPD formal in die Koalition ein und stellte im Kabinett Frölich II zwei Minister. Diese Regierungsbildung löste eine politische Krise aus. Reichspräsident Friedrich Ebert (SPD) beauftragte die Reichswehr mit der Sicherung der verfassungsmäßigen Ordnung im Rahmen einer Reichsexekution. Am 6. November 1923 rückte das Militär ein, die Regierung Frölich zerbrach an inhaltlichen Differenzen am 7. Dezember 1923, blieb aber bis zum 21. Februar 1924 noch geschäftsführend im Amt.
Die Neuwahlen zum Landtag am 10. Februar 1924 führten zu einem Sieg des „Ordnungsbundes“ (Thüringer Landbund, DVP, DNVP). Die SPD, die mit 23,14 % selbst ein geringfügig besseres Ergebnis erreicht hatte als bei den letzten Wahlen, musste auf den Oppositionsbänken Platz nehmen. Bis zum Ende der Weimarer Republik war die SPD nicht mehr an Regierungen in Thüringen beteiligt.
Bei den Landtagswahlen 1927 (mit 31,62 % der Stimmen) und 1929 (32,30 %) wurde die SPD klar stärkste Partei. Diesen Platz musste sie nach den Landtagswahlen 1932 nach einem Absturz auf 24,27 % der Stimmen an die NSDAP abgeben. Insbesondere in den Hochburgen der SPD waren die Nationalsozialisten besonders stark geworden. Mit der Machtergreifung der Nationalsozialisten büßten die thüringischen Sozialdemokraten die Möglichkeit einer legalen politischen Arbeit ein.
Am 7. Juli hob die Verordnung zur Sicherung der Staatsführung des Reichsinnenministers Frick sämtliche SPD-Mandate im thüringischen Landtag und den Gemeindeparlamenten auf, am 14. Juli schließlich folgte das Gesetz gegen die Neubildung von Parteien. Das Vermögen der Partei wurde durch die neuen Machthaber beschlagnahmt.

### Von der Neugründung 1945 bis zur Ausschaltung 1946
Mit der Besetzung Thüringens durch die amerikanischen Truppen 1945 begannen auch in Thüringen Sozialdemokraten mit dem Wiederaufbau ihrer Partei. Am 8. Juli wurde der Landesverband Thüringen des „Bundes demokratischer Sozialisten“ gegründet, der sich bald darauf auf Druck der sowjetischen Besatzungsmacht in SPD umbenannte. Der neue Name hatte den Grund, dass Hermann Brill, der erste Landesvorsitzende der SPD, einen wesentlichen Grund für das Scheitern der Demokratie der Weimarer Republik in der Spaltung der Arbeiterparteien sah. Er setzte sich für einen Neuanfang einer einheitlichen, demokratischen Arbeiterpartei ein. Brill hatte 1922 die USPD verlassen und war der SPD beigetreten. In der SPD hatte er sich gegen die Volksfront-Politik ausgesprochen. Mit seiner Politik stellte Brill sich in Widerspruch zu der Politik der SMAD, die einen Zusammenschluss von KPD und SPD unter Führung der KPD anstrebte. Am 29. Dezember 1945 musste Brill seinen Rücktritt erklären und floh nach West-Berlin.
Die SMAD bestimmte Brills Stellvertreter Heinrich Hoffmann zum neuen SPD-Vorsitzenden. Die Durchführung eines Parteitags zur Wahl eines Vorsitzenden wurde von der SMAD nicht genehmigt. Hoffmann unterstützte die Vereinigungspolitik der SMAD aktiv, eine Vielzahl von SPD-Mitgliedern lehnte eine Vereinigung unter dem Diktat der Sowjets jedoch ab. Über 400 kritische Sozialdemokraten wurden verhaftet, jede Artikulation der Ablehnung der Zwangsvereinigung von SPD und KPD durch die SMAD verboten. Am 7. April 1946 erfolgte der Gründungsparteitag der SED des Landes Thüringen in Gotha.
Erneut war eine legale politische Arbeit für Sozialdemokraten in Thüringen unmöglich geworden. Die ursprünglich vereinbarte Parität von ehemaligen SPD- und KPD-Mitgliedern in der SED wurde bald aufgeben. Eine Reihe von „Säuberungen“ führte zum Ausscheiden der führenden Sozialdemokraten. Viele Sozialdemokraten aus Thüringen flohen in den Westen, wo das Ostbüro der SPD die Untergrundarbeit in der SBZ/DDR unterstützte.

### Wiedergründung in der Endphase der DDR
Im Zuge der politischen Wende in der DDR gründete sich am 7. Oktober 1989, dem 40. Jahrestag der DDR-Gründung, in Schwante bei Berlin die Sozialdemokratische Partei in der DDR (SDP). Aus den drei Thüringer Bezirken Erfurt, Gera und Suhl nahmen Reiner Hartmann aus Beutnitz bei Jena, Joachim Hoffmann aus Jena, Simone Manz aus Rudolstadt und Harald Seidel aus Greiz teil. In den folgenden Wochen gründeten sich erste Orts- und Kreisverbände in Thüringen, so etwa am 3. November in Gotha, am 9. November in der Bezirksstadt Erfurt, am 10. November in Jena, am 16. November in der Bezirksstadt Gera und am 21. November in der Bezirksstadt Suhl.
Unmittelbar nach der Öffnung der Grenzen wurden auch erste Kontakte mit der bundesdeutschen SPD aufgebaut. Bereits am 11. November 1989, zwei Tage nach dem Mauerfall, besuchten Geraer SDP-Mitglieder die SPD-Stadtratsfraktion in der Partnerstadt Nürnberg. Am 1. Dezember 1989 empfingen der damalige Landesvorsitzende der SPD Hessen, Kassels Oberbürgermeister Hans Eichel, und der damalige SPD-Bundesvorsitzende Hans-Jochen Vogel im Kasseler Rathaus eine SDP-Delegation aus dem Bezirk Erfurt. Am 21. Dezember 1989 fand im Grenzort Herleshausen ein Koordinierungstreffen zwischen thüringischen und hessischen Sozialdemokraten statt, aus dem feste Partner- und Patenschaften zwischen einzelnen Verbänden und Unterbezirken erwuchsen, die sich oftmals an den wenige Jahre zuvor aufgebauten deutsch-deutschen Städtepartnerschaften orientierten.
Am 15. Dezember 1989 trafen sich etwa 40 SDP-Vertreter aus den drei Bezirken in der Harrasmühle bei Pößneck. Dort wurde beschlossen, einen Thüringer SDP-Landesverband in den historischen Grenzen von 1946 zu gründen. Die Gründungsversammlung – inzwischen firmierte die Partei wie ihr bundesdeutsches Gegenstück unter dem Kürzel SPD – fand am 27. Januar 1990 im Tivoli in Gotha statt, dem historischen Gründungsort der Sozialistischen Arbeiterpartei Deutschlands. Es war die erste Gründung eines SPD-Landesverbandes in der DDR. Aus jedem der drei Bezirke nahmen 20 Delegierte teil. Zum ersten Landesvorsitzenden wurde Wilfried Machalett aus Eisenach gewählt. Die Wahl der stellvertretenden Landesvorsitzenden und Beisitzer erfolgte paritätisch nach den drei Bezirken.

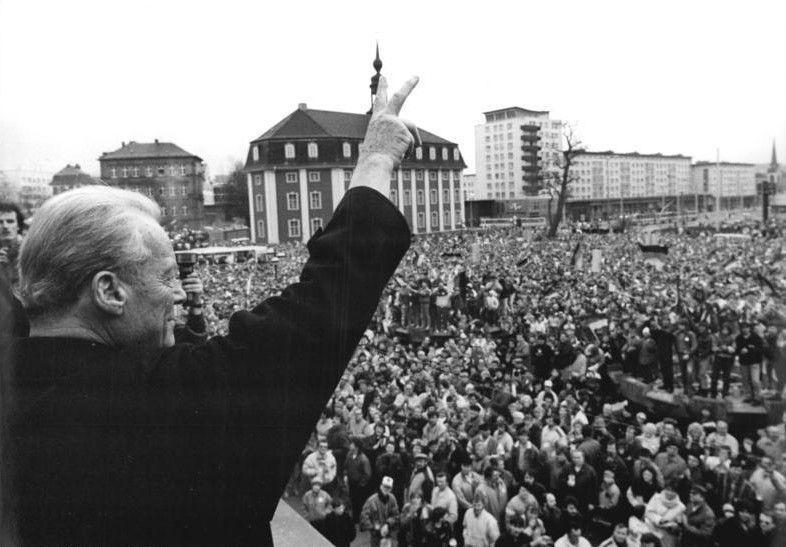
Kundgebung mit Willy Brandt im Wahlkampf zur Volkskammerwahl 1990 in Gera

Bei der ersten freien Volkskammerwahl 1990 schnitt die SPD mit DDR-weit 21,9 % der Stimmen unerwartet schlecht ab. In Thüringen wurden durchweg noch schlechtere Wahlergebnisse erreicht (Erfurt: 18,7 %; Gera: 16,5 % und Suhl: 16,1 %). Wilfried Machalett trat daraufhin als Landesvorsitzender zurück, den Parteivorsitz übernahm zunächst kommissarisch Bernd Brösdorf, der auf dem zweiten Landesparteitag am 26. Mai 1990 in Bad Frankenhausen zum Landesvorsitzenden gewählt wurde. Am 16. August 1990 trat Brösdorf nach Vorwürfen, mit dem Ministerium für Staatssicherheit zusammengearbeitet zu haben, ebenfalls als Landesvorsitzender zurück, sein Nachfolger wurde Peter Laskowski. Für die anstehende Wahl zum ersten Thüringer Landtag am 14. Oktober 1990 wurde auf dem dritten Landesparteitag am 25. August 1990 in Jena der SPD-Fraktionsvorsitzende im Landtag Nordrhein-Westfalen, Friedhelm Farthmann, zum Spitzenkandidaten gewählt.

### Im wiedervereinigten Deutschland
Bei der Landtagswahl am 14. Oktober 1990 erreichte die SPD 22,8 % der Stimmen und war nicht an der Regierung beteiligt. Gerd Schuchardt wurde zum Vorsitzenden der SPD-Fraktion und damit zum Oppositionsführer im Thüringer Landtag gewählt. Vier Jahre später bei den Wahlen zum zweiten Landtag am 16. Oktober 1994 gelang es der SPD, ihren Stimmenanteil auf 29,6 % zu steigern. Da gleichzeitig die bisherige Regierungspartei FDP an der Fünf-Prozent-Hürde scheiterte, kam es zu einer Großen Koalition und die SPD konnte im Kabinett Vogel II vier Minister mit Gerd Schuchardt als stellvertretendem Ministerpräsidenten stellen.
Sowohl bei der Landtagswahl am 12. September 1999 (SPD: 18,5 %) als auch am 13. Juni 2004 (SPD: 14,5 %) büßte die SPD weiter an Stimmen ein und bildete die nach der PDS kleinere Oppositionsfraktion gegen die mit absoluter Mehrheit regierende CDU Thüringen in Landtagen mit jeweils nur drei Fraktionen.
Ende 2007 kam es zu einem Richtungsstreit in der SPD Thüringen. Während die Partei sich einheitlich offen für eine Koalition mit der Linkspartei zeigte, war umstritten, ob eine solche Koalition auch unter einem Ministerpräsidenten der Linken gebildet werden sollte (was aufgrund der Stärkeverhältnisse der Parteien ein wahrscheinliches Szenario gewesen wäre). Christoph Matschie setzte sich in diesem Streit gegen Richard Dewes durch und die offizielle Politik der SPD lautete nun, eine rot-rote Koalition anzustreben, aber dabei keinen Politiker der Linken zum Ministerpräsidenten zu wählen.
Bei der Landtagswahl 2009 konnte die SPD ihr Ergebnis um vier Prozentpunkte auf 18,5 % steigern. Gleichzeitig verlor die CDU ihre absolute Mehrheit. Damit eröffneten sich für die SPD zwei Koalitionsmöglichkeiten: entweder eine schwarz-rote Koalition mit der CDU oder eine rot-rote Koalition (mit oder ohne Einbeziehung der Grünen). Nach einem heftigen innerparteilichen Richtungsstreit entschied sich die SPD für eine Koalition mit der CDU unter Führung von Christine Lieberknecht als Ministerpräsidentin. Dem am 4. November 2009 ernannten Kabinett Lieberknecht gehörten aus der SPD ihr Landesvorsitzender Christoph Matschie als Bildungsminister und Stellvertreter der Ministerpräsidentin sowie Holger Poppenhäger als Justizminister, Heike Taubert als Sozialministerin und Matthias Machnig (ab Dezember 2013 Uwe Höhn) als Wirtschaftsminister an.
Bei der Landtagswahl 2014 erreichte die SPD mit 12,4 % ihr bislang schlechtestes Ergebnis in Thüringen. Seit dem 5. Dezember 2014 ist die Partei an der rot-rot-grünen Landesregierung Kabinett Ramelow I beteiligt. Dabei handelt es sich um die erste Regierungsbeteiligung der SPD unter Führung der Partei Die Linke. Im Kabinett Ramelow I war die SPD mit Heike Taubert als Finanzministerin und stellvertretende Ministerpräsidentin, zunächst mit Holger Poppenhäger als Innenminister, der im August 2017 entlassen wurde und durch Georg Maier ersetzt wurde, und dem ehemaligen Bundesminister Wolfgang Tiefensee als Wirtschaftsminister vertreten.
Bei der Landtagswahl 2019 erhielt die SPD ihr bisher schlechtestes Ergebnis, sie wurde mit noch 8,2 Prozent erstmals einstellig. Damit stellt sie die viertgrößte Fraktion im Erfurter Landtag vom insgesamt sechs. Anschließend wurde mit Beteiligung der SPD eine Minderheitsregierung unter Bodo Ramelow gebildet (Kabinett Ramelow II).
Bei den Kommunalwahlen in Thüringen 2024 fiel die SPD erstmals in einigen Landkreisen unter die 5 Prozent. In den vier Landkreisen Hildburghausen (4,8 Prozent), Saale-Orla-Kreis (4,7 Prozent), Sonneberg (3,8 Prozent) und Eichsfeld (3,2 Prozent) blieb sie unter dieser Marke. Da auf kommunaler Ebene die 5-Prozent-Hürde nicht angewendet wird, ist die SPD weiterhin in den jeweiligen Kreistagen vertreten.
Bei der Landtagswahl 2024 unterbot die SPD ihr Ergebnis von 2019 und kam nur noch auf 6,1 Prozent der Stimmen. Sie beteiligte sich dennoch erneut an der nun CDU-geführten Landesregierung (Kabinett Voigt).

## Vorsitzende

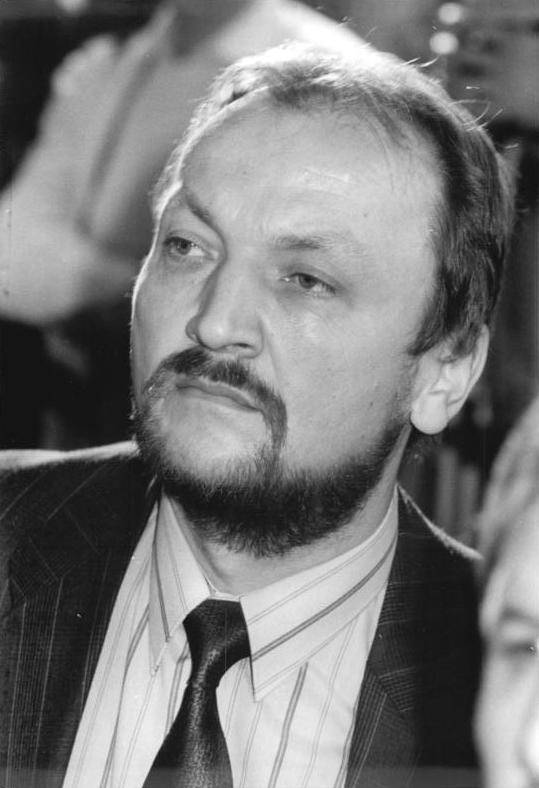
Der erste SPD-Landesvorsitzende nach der Wende Wilfried Machalett

### Parteivorsitzende
| Jahre                     | Vorsitzender                            |
| ------------------------- | --------------------------------------- |
| „in den zwanziger Jahren“ | Hermann Leber                           |
| 1929–1933                 | Georg Dietrich                          |
| 1933–1945                 | SPD nicht existent                      |
| 07/1945–12/1945           | Hermann Brill                           |
| 12/1945–01/1946           | August Frölich komm.                    |
| 01/1946–04/1946           | Heinrich Hoffmann                       |
| 1946–1952                 | SPD nicht existent                      |
| 1952–1990                 | SPD nicht existent, kein Land Thüringen |
| 01/1990–03/1990           | Wilfried Machalett                      |
| 03/1990–08/1990           | Bernd Brösdorf                          |
| 08/1990–01/1991           | Peter Laskowski                         |
| 1991–1994                 | Gisela Schröter                         |
| 1994–1996                 | Gerd Schuchardt                         |
| 1996–1999                 | Richard Dewes                           |
| 1999–2014                 | Christoph Matschie                      |
| 2014–2017                 | Andreas Bausewein                       |
| 2018                      | Heike Taubert komm.                     |
| 2018–2020                 | Wolfgang Tiefensee                      |
| seit 2020                 | Georg Maier                             |

### Fraktionsvorsitzende
| Name | Name               | Beginn der Amtszeit | Ende der Amtszeit |
| ---- | ------------------ | ------------------- | ----------------- |
|      | Gerd Schuchardt    | 1990                | 1994              |
|      | Frieder Lippmann   | 1994                | 1999              |
|      | Heiko Gentzel      | 1999                | 2004              |
|      | Christoph Matschie | 2004                | 2009              |
|      | Uwe Höhn           | 2009                | 2013              |
|      | Werner Pidde       | 2013                | 2014              |
|      | Matthias Hey       | 2014                | 2024              |
|      | Lutz Liebscher     | 2024                | amtierend         |

## Ergebnisse bei den Bundestagswahlen
| Ergebnisse der Bundestagswahlen | Ergebnisse der Bundestagswahlen | Ergebnisse der Bundestagswahlen | Ergebnisse der Bundestagswahlen | Ergebnisse der Bundestagswahlen |
| Jahr                            | Erststimmen in %                | Zweitstimmen in %               | Mandate (davon Direktmandate)   | Abgeordnete (davon mit Direktmandat) |
| ------------------------------- | ------------------------------- | ------------------------------- | ------------------------------- | --- |
| 1990                            | 22,2                            | 21,9                            | 5 (–)                           | Iris Gleicke, Gisela Hilbrecht, Christoph Matschie, Gerhard Neumann, Wieland Sorge |
| 1994                            | 31,6                            | 30,2                            | 6 (–)                           | Iris Gleicke, Gisela Hilbrecht, Christoph Matschie, Gerhard Neumann, Edelbert Richter, Wieland Sorge                                                                                       |
| 1998                            | 37,7                            | 34,5                            | 11 (11)                         | Peter Friedrich, Iris Gleicke, Gisela Hilbrecht, Christine Lehder, Christoph Matschie, Gerhard Neumann, Eckhard Ohl, Edelbert Richter, Carsten Schneider, Karsten Schönfeld, Wieland Sorge |
| 2002                            | 40,3                            | 39,9                            | 9 (9)                           | Iris Gleicke, Petra Heß, Gisela Hilbrecht, Klaus-Werner Jonas, Ernst Kranz, Christine Lehder, Christoph Matschie (bis 2004), Carsten Schneider, Karsten Schönfeld                          |
| 2005                            | 31,8                            | 29,8                            | 6 (6)                           | Volker Blumentritt, Gerhard Botz, Iris Gleicke, Petra Heß, Ernst Kranz, Carsten Schneider                                                                                                  |
| 2009                            | 20,7                            | 17,6                            | 3 (–)                           | Iris Gleicke, Steffen-Claudio Lemme, Carsten Schneider |
| 2013                            | 19,2                            | 16,1                            | 3 (–)                           | Iris Gleicke, Steffen-Claudio Lemme, Carsten Schneider |
| 2017                            | 14,6                            | 13,2                            | 3 (–)                           | Elisabeth Kaiser, Christoph Matschie, Carsten Schneider |
| 2021                            | 23,7                            | 23,4                            | 5 (3)                           | Holger Becker, Elisabeth Kaiser, Tina Rudolph, Carsten Schneider, Frank Ullrich |
| 2025                            | 10,0                            | 8,8                             | 2 (–)                           | Elisabeth Kaiser, Carsten Schneider |

## Ergebnisse bei den Landtagswahlen
| Jahr | Stimmen            | Sitze              | Spitzenkandidat     |
| ---- | ------------------ | ------------------ | ------------------- |
| 1920 | 20,3 %             | 11/53              |                     |
| 1921 | 22,8 %             | 13/54              |                     |
| 1924 | 23,1 %             | 17/72              |                     |
| 1927 | 31,6 %             | 18/56              |                     |
| 1929 | 32,3 %             | 18/53              |                     |
| 1932 | 24,3 %             | 15/61              |                     |
| 1946 | SPD nicht existent | SPD nicht existent | SPD nicht existent  |
| 1950 | SPD nicht existent | SPD nicht existent | SPD nicht existent  |
| 1990 | 22,8 %             | 21/89              | Friedhelm Farthmann |
| 1994 | 29,6 %             | 29/88              | Gerd Schuchardt     |
| 1999 | 18,5 %             | 18/88              | Richard Dewes       |
| 2004 | 14,5 %             | 15/88              | Christoph Matschie  |
| 2009 | 18,5 %             | 18/88              | Christoph Matschie  |
| 2014 | 12,4 %             | 12/91              | Heike Taubert       |
| 2019 | 8,2 %              | 08/90              | Wolfgang Tiefensee  |
| 2024 | 6,1 %              | 06/88              | Georg Maier         |